# Mantshwabisi
Mantshwabisi est une ville du Botswana.